# Superintendência do Porto de Itajaí
A Superintendência do Porto de Itajaí é uma autarquia municipal que atuou como a Autoridade Portuária responsável pela gestão do porto público de Itajaí, no estado de Santa Catarina.

## História
Desde a metade do século XIX, Itajaí contava com trapiches para a movimentação de mercadorias e, a partir de 1905, foram desenvolvidos estudos para a definição de novas instalações portuárias para o local. Em 17 de julho de 1912 teve início a construção de um molhe na parte sul da foz do rio Itajaí-Açu e, em 14 de maio de 1938, foi iniciada a implantação de um cais de 233m. Posteriormente, esse cais recebeu prolongamentos em 1950 e 1956, aumentando em 470m, sendo, ainda, construídos, de 1950 a 1964, quatro armazéns, um deles para carga frigorificada.
Pelo Decreto nº 58.780, de 28 de junho de 1966, formou-se a Junta Administrativa do Porto de Itajaí, que substituiu a "Inspetoria Fiscal dos Portos de São Francisco do Sul e Itajaí", na administração do Departamento Nacional de Portos e Vias Navegáveis.
Com a constituição da Empresa de Portos do Brasil S.A. (Portobrás), autorizada pela Lei nº 6.222, de 10 de julho de 1975, foi criado o órgão, a ela vinculado, Administração do Porto de Itajaí. Extinta a Portobrás em 1990, a administração do porto passou à Companhia Docas do Estado de São Paulo (Codesp). 
A partir de 2 de junho de 1995, por convênio de descentralização, o porto passou a ser administrado pelo município de Itajaí. Posteriormente, pelo Convênio de Delegação de 1 de dezembro de 1997, que passou a vigorar em 1 de janeiro de 1998, foi confirmado o município de Itajaí como autoridade da exploração do porto, por meio da Administradora Hidroviária Docas Catarinense (ADHOC). 
Por último, a Lei Municipal nº 3.513 de 6 de junho de 2000, da Prefeitura Municipal de Itajaí, transformou o órgão em autarquia municipal, com a denominação de Superintendência do Porto de Itajaí para administrar o referido porto.
Com o fim do prazo de delegação se aproximando em  dezembro de 2022, o governo federal anunciou um projeto de privatização do porto de Itajaí, mantendo a SPI como autoridade portuária por mais dois anos enquanto o processo estivesse em andamento.
Em junho de 2023, foi anunciada a renovação da delegação portuária por mais 25 anos. Como condicionante da renovação, a Superintendência do Porto de Itajaí deverá ser convertida em empresa pública.
Em 02 de janeiro de 2025, a Autoridade Portuária de Santos (APS), responsável pela infraestrutura pública do Porto de Santos, assumiu a administração do Porto de Itajaí, após decisão do Ministério de Portos e Aeroportos pela federalização do porto.